# Batalla de Trifanum
La batalla de Trifanum tuvo lugar en el 338 a. C. entre la República romana y los latinos. La fuerza romana estaba comandada por Tito Manlio Capitolino Imperioso Torcuato, que obtuvo la victoria.